# Vladislav III de Bohême
Pour les articles homonymes, voir Vladislav III.
Vladislav III Henri (en tchèque : Vladislav Jindřich), né vers 1165 et mort le 12 août 1222 à Znojmo, est un prince de la dynastie des Přemyslides, fils du duc Vladislav II de Bohême et de Judith de Thuringe. Il est duc de Bohême en 1197 et margrave de Moravie de 1197 jusqu'à sa mort. 

## Biographie
Vladislav Jindřich est le dernier fils de Vladislav II (mort en 1174), duc de Bohême depuis 1140, et de sa seconde épouse Judith, fille du landgrave Louis Ier de Thuringe. Il a grandi en un temps des litiges internes sous les souverains des Přemyslides. Son père a reçu de « roi de Bohême » des mains de l'empereur Frédéric Barberousse en 1158 ; néanmoins, en 1172, il part en exil sur les terres de sa femme en Thuringe, après avoir échoué dans sa tentative d'installer arbitrairement son fils aîné Frédéric, demi-frère de Vladislav, sur le trône à Prague. 
En 1182, l'empereur a exploité la faiblesse pour créer le margraviat de Moravie en tant que fief immédiat du Saint-Empire sous le gouvernement du duc Conrad III de Znojmo. Nommé duc de Brno et de Znojmo en Moravie après la mort de Conrad III en 1191, Vladislas Henri soutient son frère aîné Ottokar Ier lorsque celui-ci s'empare du duché de Bohême en 1192 avant d'en être destitué en juin 1193 par une décision de l'empereur Henri VI au profit de son cousin Bretislav III, évêque de Prague. 
Lorsque Ottokar revint en Bohême en 1197, après la mort de l'empereur Henri VI, c'est pour assister à l'installation comme duc le 22 juin de son plus jeune frère Vladislav III Henri... pendant qu'un autre prétendant Spytihněv, duc de Brno, a les yeux crevés. L'évêché de Prague étant devenu également vacant à la mort de Bretislav III le 15 juin 1197, le nouveau duc s'empresse de nommer son confesseur Daniel Milík qui sera évêque jusqu'à sa mort en 1214 sans requérir l'investiture impériale.

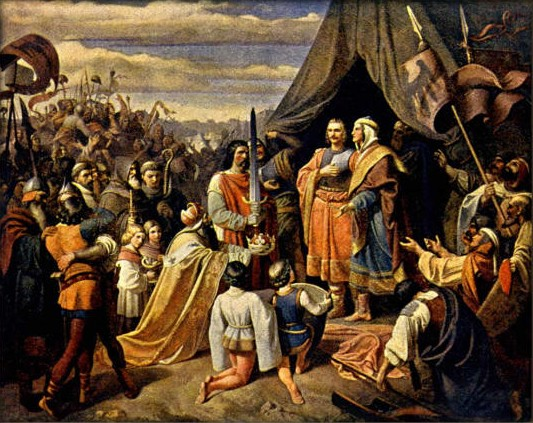
Ottokar Ier et Vladislav III, peinture du XIXe siècle.

Une nouvelle guerre  fratricide semblait inévitable entre Vladislav Henri et Ottokar. Évitant l'affrontement entre leurs deux armées qui campaient face à face, les deux frères parvinrent à s'entendre le 6 décembre 1197 pour confier le duché de Bohême à l'aîné et le margraviat de Moravie, en tant que fief bohémien, au cadet qui la conservera paisiblement jusqu'à sa mort. Par renoncer à la succession, Vladislav a joué un rôle essentiel de stabilisation et de consolidation du pouvoir gouvernemental en Bohême. L'année suivante, Ottokar obtient la confirmation du titre royal héréditaire par Philippe de Souabe, roi des Romains.
En 1205, Vladislav Henri a fondé l'abbaye cistercienne de Velehrad. Selon la légende, il fit également construire la basilique de la Nativité-de-Marie de Mariazell en Styrie. Par la Bulle d'or de Sicile, publiée le 26 septembre 1212, Frédéric de Hohenstaufen, élu roi des Romains en décembre, reconnaît tacitement son titre de margrave impérial. 
En 1216, les frères se sont mis d'accord sur la primogéniture pour éviter la fragmentation territoriale du royaume de Bohême dans l'avenir. Sans héritier de son épouse une certaine Hedwige d'origine inconnue, le margraviat de Moravie reviendra à son frère le roi Ottokar Ier après la mort de Vladislav en 1222. Il fut enterré dans l'abbaye de Velehrad. 

### Sources
- Francis Dvornik, Les Slaves histoire, civilisation de l'Antiquité aux débuts de l'Époque contemporaine, Paris, éditions du Seuil, 1970, 1196 p.
- Jörg K. Hoensch et Françoise Laroche (traduction), Histoire de la Bohême, Paris, Éditions Payot, 1995, 524 p. (ISBN 2228889229), p. 72-73,78-79.
- Pavel Bělina, Petr Čornej et Jiří Pokorný, Histoire des Pays tchèques, Paris, Éditions du Seuil, coll. « Points Histoire U 191 », 1995, 510 p. (ISBN 2020208105).
- (de) Europäische Stammtafeln, vol. 3, Francfort-sur-le-Main, Vittorio Klostermann, Gmbh, 2004 (ISBN 3465032926), Die Herzoge von Böhmem I und die Fürsten von Mähren (Die Przemysliden)  Tafel 55.
- (en) Nora Berend, Przemyslaw Urbanczyk et Przemislaw Wiszewski, Central Europa in the High Middle Ages, Bohemia-Hungary and Poland c.900-c.1300, Cambridge,, Cambridge University Press, 2013,, 546 p. (ISBN 978-0-521-78695-9), p. 171,351,409.